# Janese Swanson
Janese Swanson (née en 1958) est une inventrice et créatrice de jeux vidéo américaine.
Elle a créé les premiers jeux vidéo de la série Carmen Sandiego et a fondé la société Girl Tech,.

## Biographie
Janese Swanson a été élevée par sa mère à San Diego à la suite de la mort de son père lors de la guerre du Viêt Nam.
Elle est titulaire de sept diplômes universitaires dont un doctorat en organisation et leadership pour lequel elle a écrit une thèse sur les questions de genre dans le design de produits, les manières de jouer et les préférences de genre.
À la fin des années 1980, elle est recrutée par Brøderbund Software. Elle travaille alors sur The Treehouse, The Playroom et Where in Time Is Carmen Sandiego?.
En 1992, elle quitte l'entreprise et invente un altérateur de voix qu'elle licencie auprès de Yes! Entertainment (pour sa gamme Yak Bak) et Tiger Electronics pour son Talkboy FX.
En 1995, elle fonde l'entreprise Girl Tech dont l'objectif de créer des jouets pour les jeunes filles. Swanson a expliqué que sa vision des jouets pour filles s'est rapidement heurtée aux distributeurs de jouets : « Deux ans après avoir créé l'entreprise, les marchands de jouets me demandait, "Pouvez-vous le faire en rose ?", "Pouvez-vous le faire pour les garçons" et je répondais "Non, c'est avec ce genre de choses que les filles aiment jouer" ». Elle vend finalement l'entreprise à Radica Games (en) (maintenant division de Mattel) pour 6 millions de dollars. Elle a également licencié certaines de ses inventions auprès de Hasbro et Sega.
Elle devient ensuite professeur d'art.